# Babs Olusanmokun
Babs Olusanmokun (* 18. September 1984 in Lagos als Babatunde Olusanmokun) ist ein nigerianisch-US-amerikanischer Schauspieler.

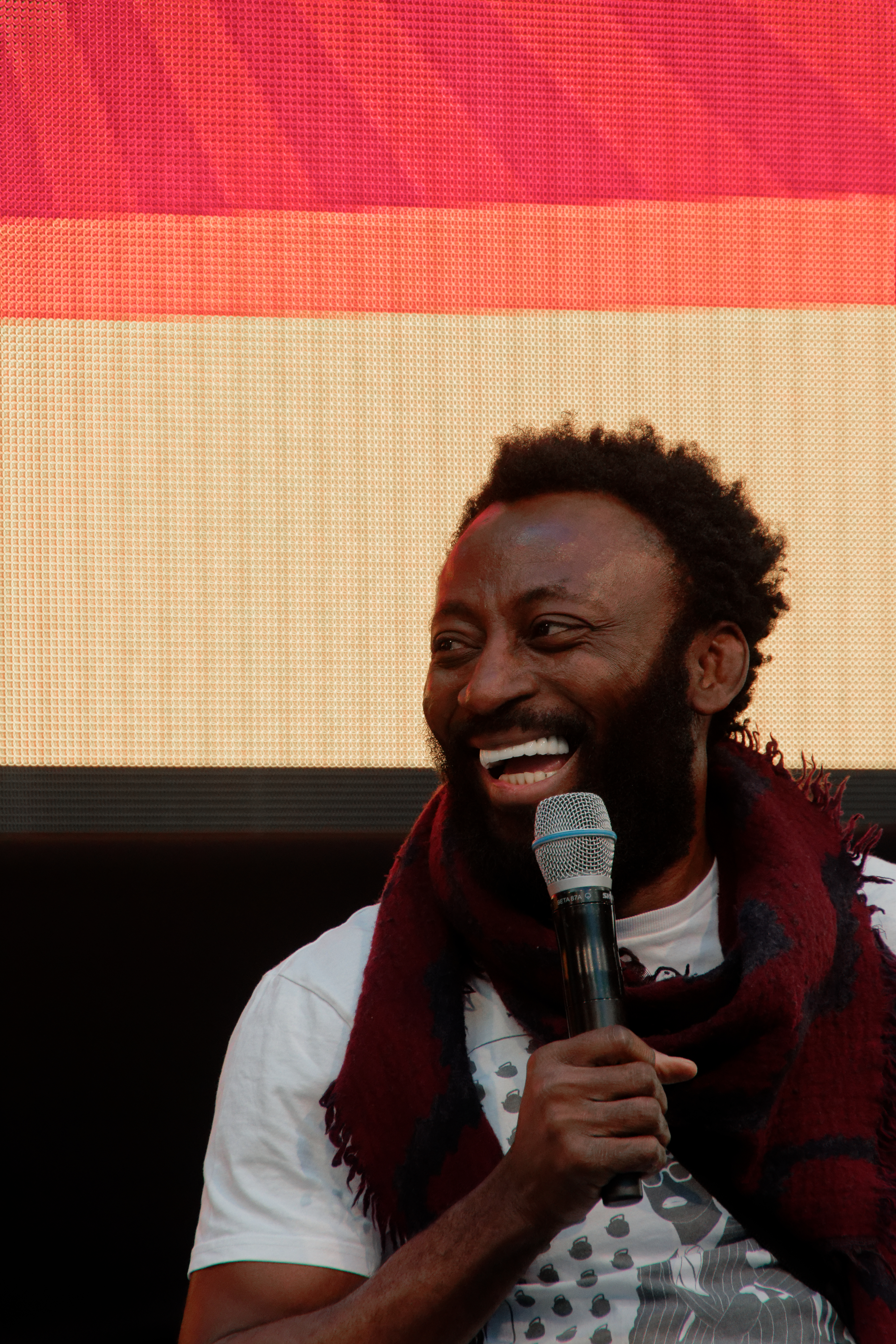
Babs Olusanmokun 2024

## Leben und Karriere
Babs Olusanmokun wurde in der nigerianischen Metropole Lagos geboren und ist nach eigenen Angaben in Paris und in Brasilien aufgewachsen. Er spricht nach eigenen Angaben fließend Englisch, Französisch, Portugiesisch und Yoruba. Während seiner Zeit in Brasilien begann er mit der Kampfsportart Jiu Jitsu, zudem betrieb er Boxen und Thaiboxen. In erstgenannter Sportart war er sehr erfolgreich und war etwa zweimaliger Goldmedaillengewinner bei den Panamerikanischen Spielen.
Später ließ er sich in New York City nieder, wo er seitdem lebt. Seine Schauspielkarriere wurde durch das Theater vorangetrieben, so trat er etwa am Yale Repertory in Rainer Werner Fassbinders In einem Jahr mit 13 Monden und im mit dem Pulitzer-Preis ausgezeichneten Ruined von Lynn Nottage, auf.
Erste Schauspielerfahrungen sammelte Olusanmokun bereits 2004, nachdem er in dem Film Indocumentados zu sehen war. Es folgten eine Reihe von Gastauftritten in US-Serien, darunter The Unit – Eine Frage der Ehre, Veronica Mars, Law & Order: Special Victims Unit, Criminal Intent – Verbrechen im Visier, Blue Bloods – Crime Scene New York, Unforgettable, The Blacklist, Gotham oder Sneaky Pete. Größere Bekanntheit erlangte er vor allem durch die Rolle des Omoro Kinte aus der Mini-Serie Roots und als Sowande in der Netflix-Serie Marvel’s The Defenders. 2022 ist er in der Serie Star Trek: Strange New Worlds zu sehen.
Neben seinen Serienrollen, übernimmt Olusanmokun auch regelmäßig Nebenrollen in Filmen wie etwa in Restless City, Ponies, Mother of George, Shelter oder Where is Kyra?.

## Filmografie (Auswahl)
- 2004: Indocumentados
- 2006–2010: Criminal Intent – Verbrechen im Visier (Criminal Intent, Fernsehserie, 4 Episoden, verschiedene Rollen)
- 2007: The Unit – Eine Frage der Ehre (The Unit, Fernsehserie, Episode 2x19)
- 2007: Veronica Mars (Fernsehserie, Episode 3x18)
- 2008: Law & Order: Special Victims Unit (Fernsehserie, Episode 10x05)
- 2008: Life on Mars (Fernsehserie, Episode 1x05)
- 2011: Restless City
- 2011: Ponies
- 2012: Blue Bloods – Crime Scene New York (Blue Bloods, Fernsehserie, Episode 2x15)
- 2012: NYC 22 (Fernsehserie, Episode 1x11)
- 2013: Mother of George
- 2013: Copper – Justice is brutal (Fernsehserie, Episode 2x13)
- 2014: Listen Up Philip
- 2014: Shelter
- 2014: Unforgettable (Fernsehserie, Episode 3x13)
- 2014: The Blacklist (Fernsehserie, Episode 2x01)
- 2015: Gotham (Fernsehserie, Episode 1x15)
- 2015: The Empty Street (Kurzfilm)
- 2016: Ouros (Kurzfilm)
- 2016: Roots (Mini-Serie, 3 Episoden)
- 2016: The Night Of – Die Wahrheit einer Nacht (The Night Of, Fernsehserie, Episode 1x04)
- 2017: Where Is Kyra?
- 2017: Marvel’s The Defenders (Fernsehserie, 4 Episoden)
- 2017: Black Mirror (Fernsehserie, Episode 4x06)
- 2018: Sneaky Pete (Fernsehserie, 3 Episoden)
- 2019: The Widow (Fernsehserie, 6 Episoden)
- 2021: Cash Truck (Wrath of Man)
- 2021: Dune
- seit 2022: Star Trek: Strange New Worlds (Fernsehserie)
- 2023: The Book of Clarence
- 2024: Dune: Part Two
- 2024: The Ministry of Ungentlemanly Warfare